# 메넬라오스

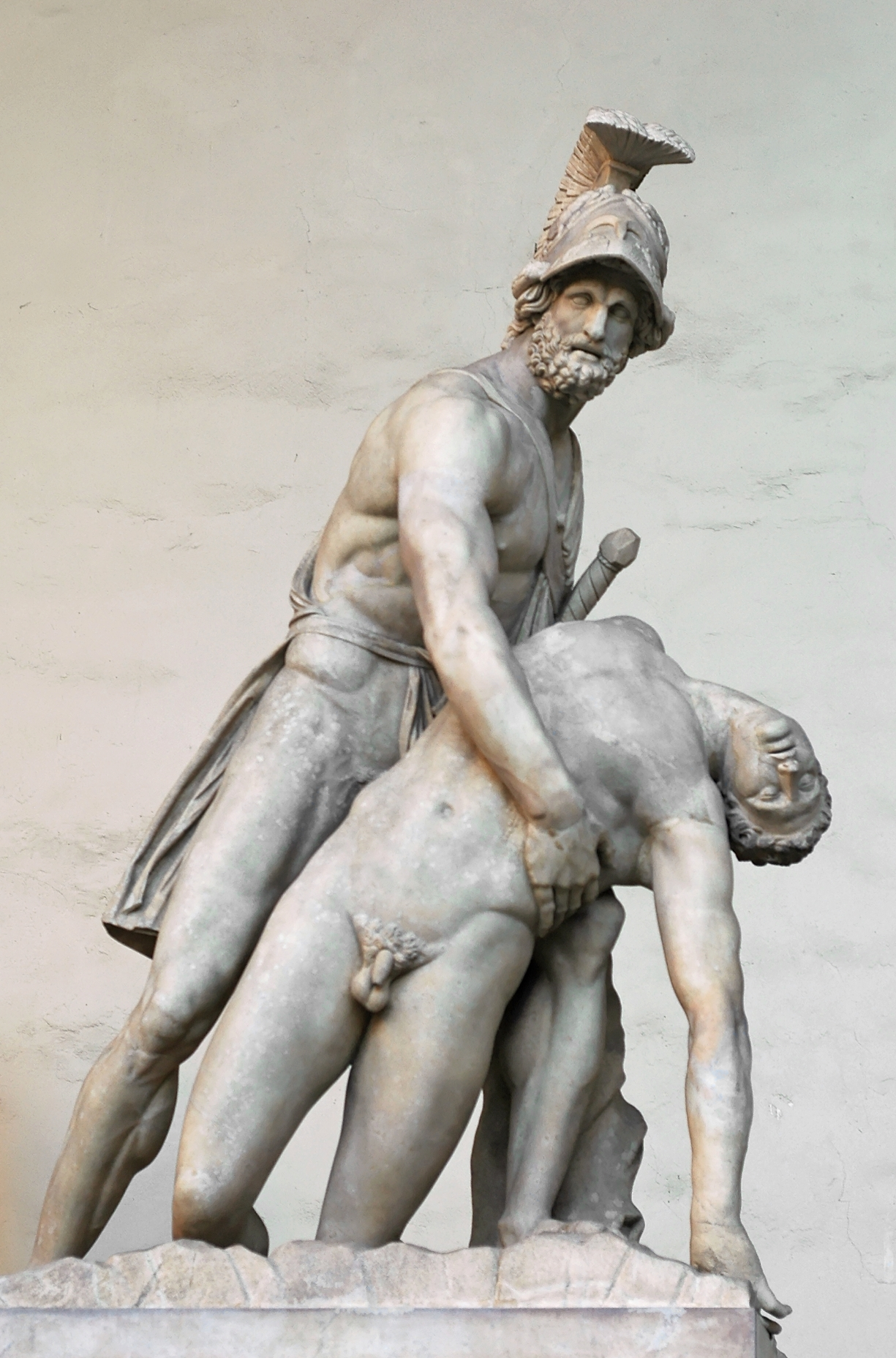
파트로클로스의 시체를 들고 있는 메넬라오스

메넬라오스(그리스어: Μενελαος)는 그리스 신화의 한 인물로, 아트레우스와 아이로페 사이에 태어난 스파르타의 왕이었다.
헬레네가 아름다운 처녀로 성장하자 그리스 전역에서 많은 구혼자가 몰려왔다. 이 중에는 오디세우스와 파트로클로스, 그리고 메넬라오스의 형 아가멤논이 있었다. 스파르타의 왕 틴다레우스는 이들 중 하나를 사위로 뽑으면 남겨진 구혼자들이 다툴까봐 사위를 뽑는 것을 주저하고 있었다.
그러자 오디세우스가 틴다레우스가 고른 사위가 싸움에 말려들면 구혼자들은 모두 그의 편을 들겠다고 미리 맹세를 하도록 꾀를 냈다. 구혼자들이 맹세를 마치자 틴다레우스는 메넬라오스를 택했다.
틴다레우스가 죽고 왕자인 카스토르와 폴리데우케스도 일찍 죽자 헬레나의 남편 메넬라오스가 스파르타의 왕좌에 올랐다. 헬레네는 메넬라오스와의 사이에서 딸 헤르미오네를 잉태하였다
헬레네는 파리스와 사랑에 빠졌다고도 하고, 다른 설에 따르면 파리스를 사랑하지 않았으나 억지로 납치되었다고도 한다.
메넬라오스는 헬레네의 구혼자들에게 맹세를 지켜달라고 요구했다. 메넬라오스의 형 아가멤논을 중심으로 거대한 그리스군이 결성되고, 이에 대항해 트로이아에도 동맹군이 모였다. 이것이 트로이 전쟁이다.
전쟁이 그리스군의 승리로 끝난 후, 메넬라오스는 헬레네를 죽일 계획이었으나 그녀의 아름다움에 재차 감동해 결국 함께 스파르타로 돌아왔다.

## 같이 보기
- 비블리오테케
- 에우리피데스
- 티모시 간츠
- 호메로스
- 가이우스 율리우스 히기누스
- 파우사니아스 (지리학자)
- 이오안네스 트제트제스
- 소포클레스